# Huatulame

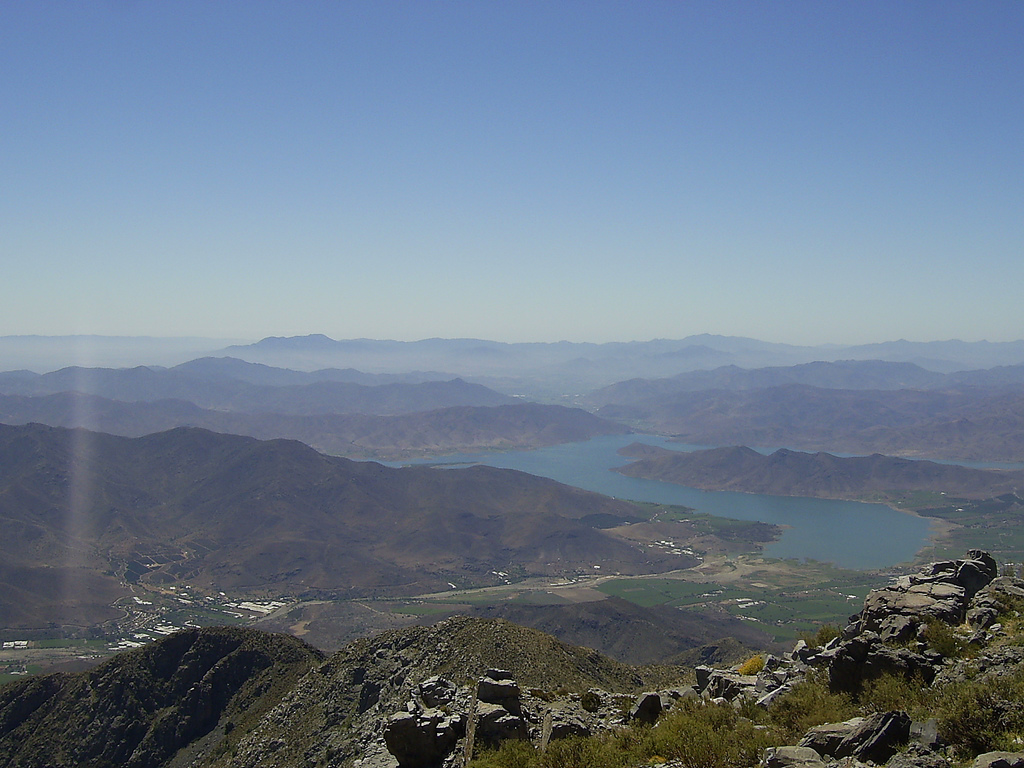
Vista de Huatulame.

Huatulame es una localidad ubicada en la comuna de Monte Patria, Provincia del Limarí, IV Región de Coquimbo, Chile. Es considerada de interés turístico.
Huatulame se define como una localidad rural, por su alta dispersión poblacional (2.500 habitantes. aprox). Su altitud va de 415 a 1.560 m s. n. m.

## Atractivos culturales
Iglesia de Nuestra Señora del Rosario: iglesia construida en 1880, conservada en muy buen estado. Guarda en su interior valiosos objetos originales, como imágenes sacras y vinajeras. Celebración de misas, los 2º viernes de cada mes a las 21:00 en invierno y 19:00 en verano. El templo puede ser visitado los días martes, sábados y domingos.y su fiesta religiosa se realiza el 2.º domingo del mes de octubre.

## Clima
Clima luminoso y seco, posee como característica principal, una notable heliofanía, con escasa nubosidad y fuerte luz solar, siendo las temperaturas más elevadas que en el sector costero y con marcadas oscilaciones térmicas; las lluvias son deficitarias e irregulares. Tiene baja humedad atmosférica, con baja pluviométrica entre 150 a 280 mm en los meses de junio a septiembre, época de las máximas precipitaciones. Las temperaturas fluctúan en verano con mínimas de 10°, y máximas de 40°; en invierno, mínimas de –3° y máximas de 23°.²

## Petroglifos
Un lugar de alto interés histórico. Se encuentra entre carretera y línea férrea una cantidad no menor de vestigios presuntamente de la cultura Molle. La cultura Molle se data entre siglo III a VIII d. Chr. se conoce vestigios entre Copiapó y río Choapa.

## Acceso
Via ruta Ruta D-55 desde Ovalle a Combarbalá.